# Andrena susanneae
Andrena susanneae är en biart som beskrevs av Dubitzky 2006. Andrena susanneae ingår i släktet sandbin, och familjen grävbin. Inga underarter finns listade i Catalogue of Life.